# IrfanView
IrfanView는 그림 파일을 보거나 편집하고 변환하고, 소리나 영상 파일을 재생하는 윈도우용 프리웨어/셰어웨어 이미지 뷰어이다. 크기가 작고 속도가 빠르며 사용하기 쉽고 다양한 그래픽 파일 포맷을 지원하는 것으로 잘 알려져 있으며 이미지 제작 및 그리기 기능을 제공한다. 1996년에 처음 출시된 이 소프트웨어는 상용 목적이 아니면 무료로 이용할 수 있으나 상용 목적이라면 돈을 주고 구매, 등록해서 사용해야 한다.
IrfanView는 윈도우 95부터 윈도우 10까지 모두 지원한다.